# Centro Dom Bosco
Il Centro Dom Bosco, ufficialmente noto come Associação Centro Dom Bosco de Fé e Cultura, è un'organizzazione laica cattolica fondata il 17 settembre 2016 a Rio de Janeiro. L'associazione aderisce ai principi dell'ultraconservatorismo cattolico, ed è nota per difendere il tradizionalismo e talvolta esprimere un rifiuto più o meno esplicito del Concilio Vaticano II. Nonostante si definisca cattolico, l'associazione non è subordinata alla gerarchia ecclesiastica; al contrario, a volte si oppone direttamente ad essa, sostenendo ciò che alcuni studiosi definiscono "anticlericalismo endogeno". Secondo il ricercatore Victor Almeida Gama, l'organizzazione mira a rinvigorire i movimenti cattolici di destra, come la TFP.
Il gruppo, che si propone di "ri-cristianizzare" il Brasile, lavora per la formazione di un'intellighenzia cattolica, si impegna nella formazione di un'intellighenzia cattolica, preparando leader per contribuire al consolidamento di uno Stato in cui si afferma il regno sociale di Cristo. Il Centro Dom Bosco offre corsi gratuiti su YouTube, su temi centrali della dottrina cattolica, con un approccio pre-Concilio Vaticano II, e dispone anche di una piattaforma accessibile tramite donazione mensile di qualsiasi importo. Più recentemente, l'associazione si è anche impegnata nella produzione cinematografica e ha pubblicato libri attraverso la propria casa editrice. Grazie alla sua influenza sulle piattaforme virtuali e alla sua diffusione tra ambienti clericali e laici, il Centro Dom Bosco è considerato uno dei principali centri del conservatorismo cattolico in Brasile.